# アウディ・R8 (レーシングカー)
アウディ・R8とは、アウディがル・マン24時間レース参戦を目的に開発したプロトタイプレーシングカーである。

## 概要
アウディはル・マンに参戦するべく、1998年にR8の開発を開始。翌1999年に、オープンプロトのR8R（LMPクラス）と、クローズドプロトのR8C（LMGTPクラス）がアメリカン・ルマン・シリーズとル・マンに投入された。この2車はエンジン等が共通であるが、モノコックは全く異なる。
BMW・V12 LMRにおけるウィリアムズ/シュニッツァーのように、R8Rおよび後のR8はヨースト・レーシングが開発協力・チーム運営を行った。
2000年からはオープンプロトのR8Rを熟成させ、R8（LMP-900クラス）として各レースに参戦した。
2001年4月25日、ミケーレ・アルボレートがラウジッツリンクにてテスト走行を行っていたところ、タイヤのパンクが原因でクラッシュし、そのまま死亡する事故が発生した。マシン自体のメカニカルトラブルはなかったため、この年のル・マンには予定通り参戦した。
2006年、V12ディーゼルエンジンを搭載したR10が、R8の後継として開発された。

## 機構・スタイル

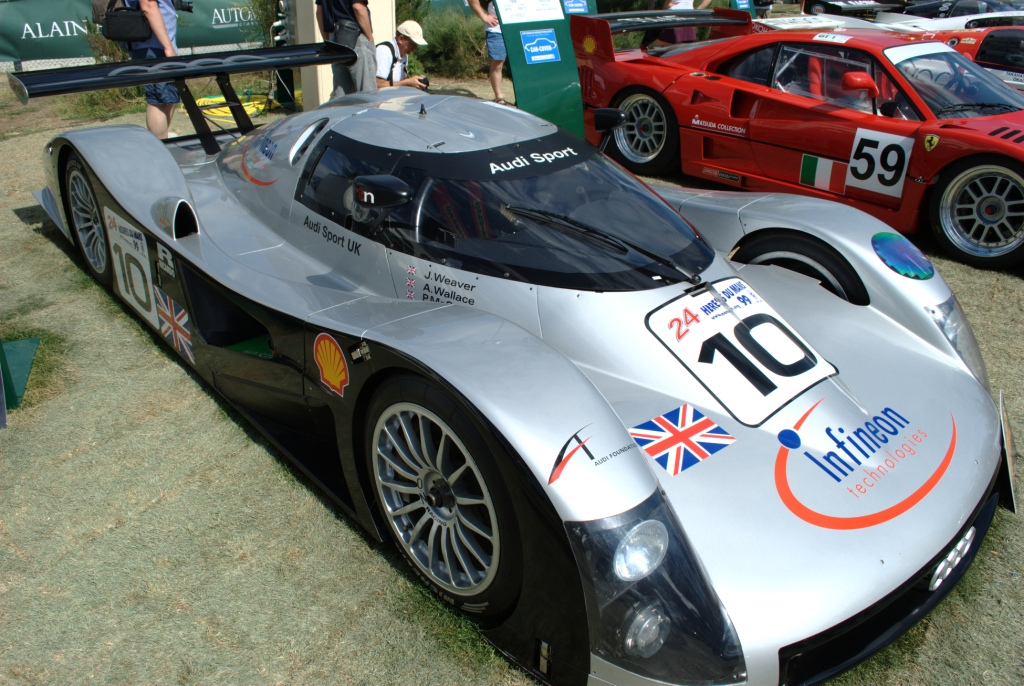
1999年型のアウディ・R8C

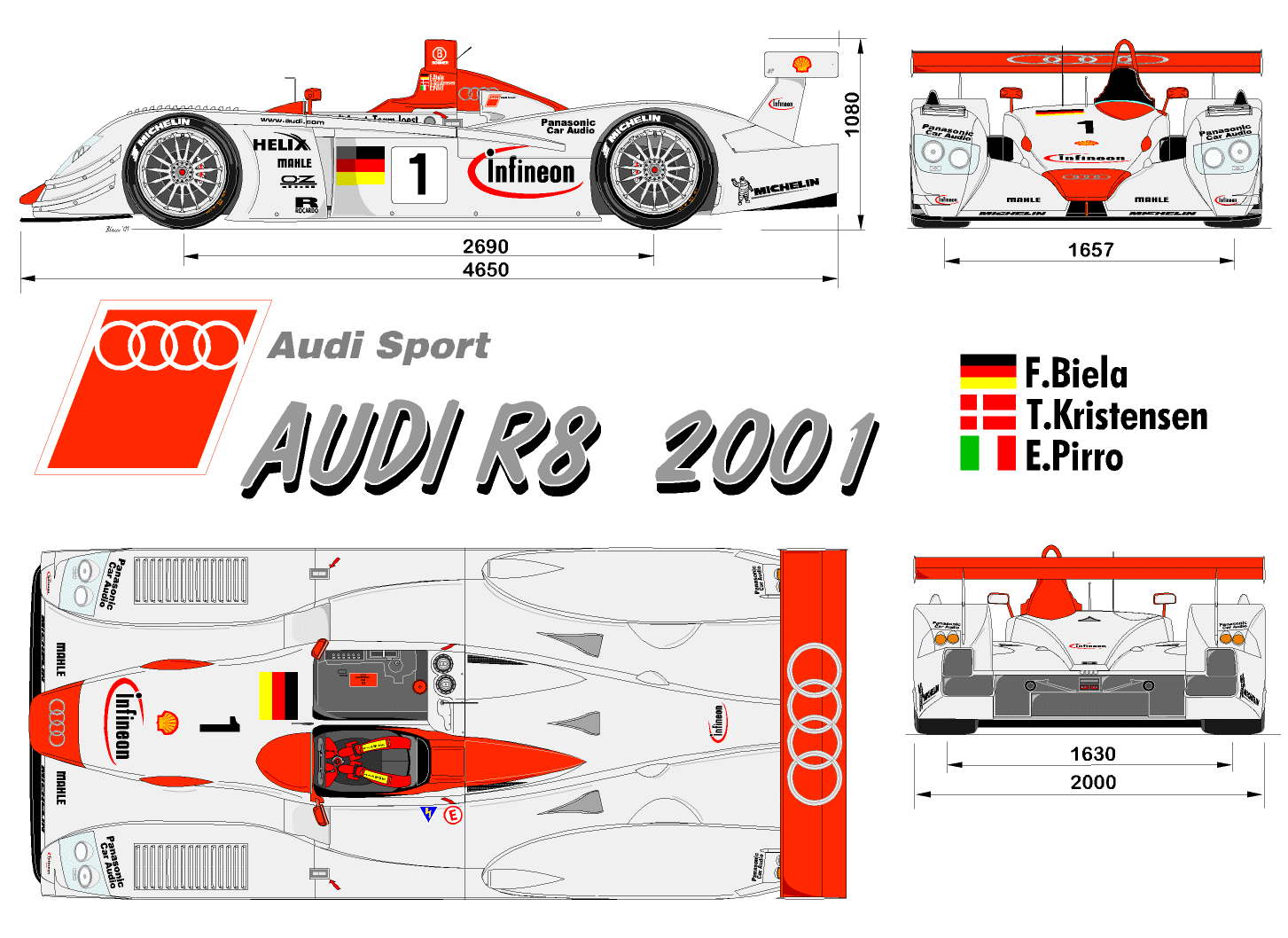
2001年型のアウディ・R8

エンジンは、3.6 Lの水冷V型8気筒エンジンにツインターボ過給を施したオーソドックスなレイアウトであり、エンジン重量は180 kgほどである。リストリクターによる吸気制限のため、出力は608 - 625馬力となっている。
R8の特筆される点は、リアに搭載されるパワートレインおよびサスペンションがモジュール構造となっていることにある。初期型のR8はギアボックスの信頼性に懸念があり、24時間の長丁場において高確率で発生するトラブルへの対処策として編み出されたのが、壊れた部品（エンジン、トランスミッション、リアサスペンション）を修理するのではなく、丸ごと交換するという概念であった。これは、リアセクションのパーツをすべて一体化したモジュール構造で設計することにより、万が一深刻な、そして複数のトラブルに同時に見舞われたとしても、準備しておいた予備のモジュールと交換すれば、リタイアの危険をはらむ致命的な部品の半分近くが新品に置き換わることを意味している。既成概念を打ち破るこの発想は、アウディがラリーの世界で培った経験を元にしたものであった。
ル・マンのように、一般公道を閉鎖した特設サーキットで開催される耐久レースにおいては、路面の舗装が平滑ではないためサスペンションを中心にしてマシン全体にかなりの負荷がかかり、蓄積したストレスが原因でトラブルを起こす可能性が非常に高い。そのため、ラップタイムよりもピットでの修復時間が勝負を分けることとなる。R8はこの修復時間（交換時間）が常識外れに短く、モジュールの交換だけであれば4 - 5分程度で終えてしまう。他のマシンでギアボックストラブルが起こると、最低でも20分のピットストップを余儀なくされるため、これは戦略的にも決定的なアドバンテージとなった。ただし、途中からレギュレーション上「ギアボックスそのものを交換することは違反」とみなされ、この手段は使えなくなった。
R8は、入念に行われた事前のテスト参戦をしていたこともあって大きなトラブルを起こすことはほとんどなく、クラッシュが原因でピットに戻ったとしても、モジュール構造を活かして迅速にレースに復帰できる「リタイアしにくい特性」を存分に発揮した。初参戦の2000年のル・マンでな1-2-3フィニッシュ、翌2001年に1-2フィニッシュ（3位にはR8用エンジンを搭載したベントレー・EXPスピード8）、2002年に1-2-3フィニッシュ、アウディが手を引きプライベーターの手に委ねられた2003年はトラブルの影響もあり、フォルクスワーゲングループの実質的なワークスとなった新設計のベントレー・EXPスピード8の後塵を拝して3-4フィニッシュに留まったものの、2004年には再び1-2-3フィニッシュを達成している。
なお、2004年には郷和道が監督を務めるチーム郷がル・マン総合優勝を果たしており、日本チームとしては1991年のマツダ・787B以来、13年ぶり2度目の総合優勝となった。

## ル・マン24時間レースでの戦績

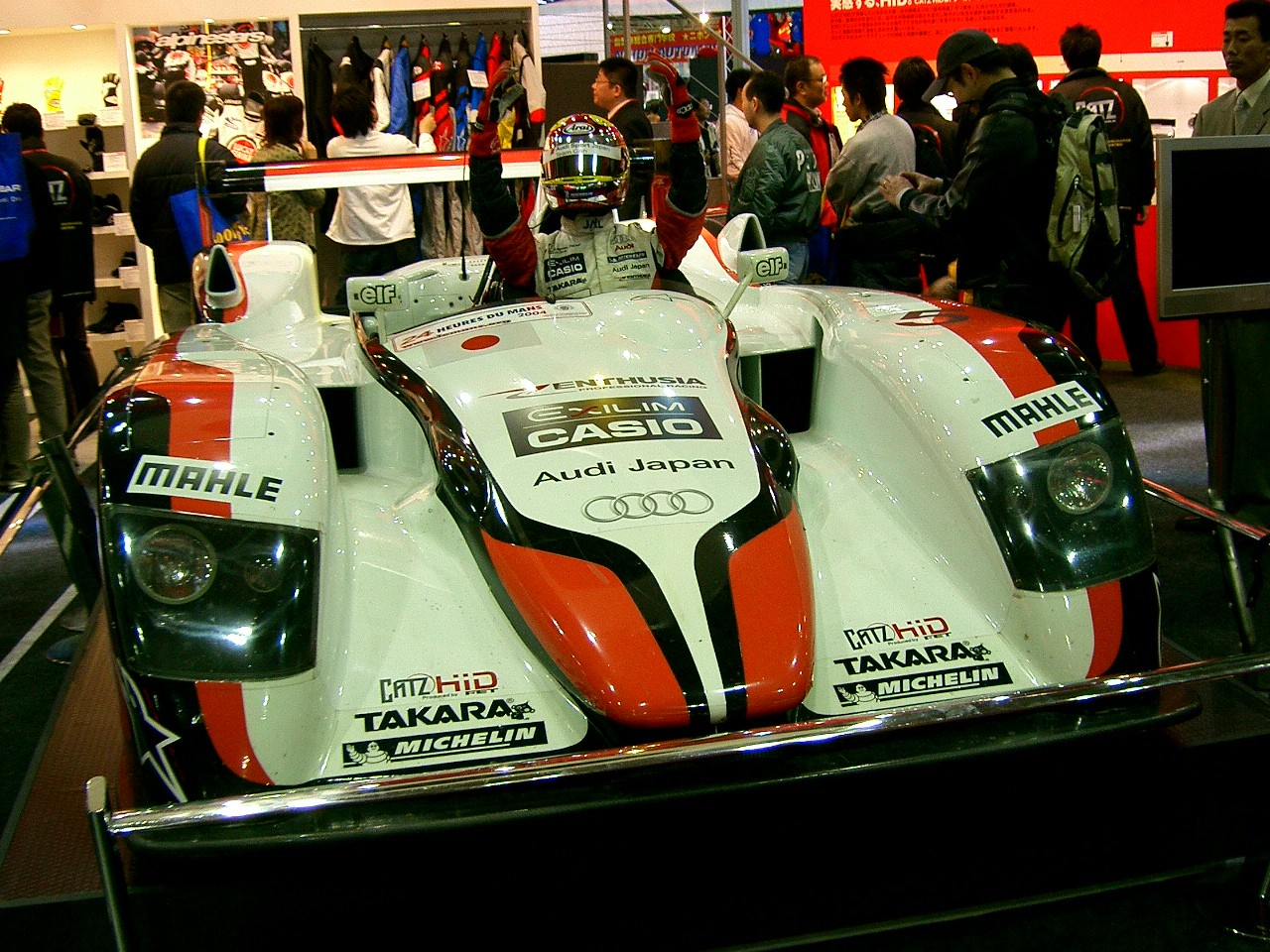
チーム郷のアウディ・R8(2004)

### 1999年
- 3位 アウディ・スポーツ・チーム・ヨースト (R8R) - F・ビエラ/D・セイス/E・ピロ
- 4位 アウディ・スポーツ・チーム・ヨースト (R8R) - M・アルボレート/R・カペッロ/L・アイエロ
- リタイア アウディ・UK (R8C) - J・ウェーバー/A・ウォーレス/P・マッカーシー
- リタイア アウディ・UK (R8C) - S・ヨハンソン/S・オルテリ/C・アプト

### 2000年
- 1位 アウディ・スポーツ・チーム・ヨースト - F・ビエラ/T・クリステンセン/E・ピロ
- 2位 アウディ・スポーツ・チーム・ヨースト - L・アイエロ/A・マクニッシュ/S・オルテリ
- 3位 アウディ・スポーツ・チーム・ヨースト - M・アルボレート/C・アプト/R・カペッロ

### 2001年
- 1位 アウディ・スポーツ・チーム・ヨースト - F・ビエラ/T・クリステンセン/E・ピロ
- 2位 アウディ・スポーツ・チーム・ヨースト - L・アイエロ/L・カペッロ/C・ペスカトーリ
- リタイア チャンピオン・レーシング -J・ハーバート/R ・ケレネルス/D・テイス
- リタイア ヨハンソン・モータースポーツ - S・ヨハンソン/T・コロネル/P・ルマニエ

### 2002年
- 1位 アウディ・スポーツ・チーム・ヨースト - F・ビエラ/T・クリステンセン/E・ピロ
- 2位 アウディ・スポーツ・ノース・アメリカ - J・ハーバート/R・カペッロ/C・ペスカトーリ
- 3位 アウディ・スポーツ・チーム・ヨースト - M・クルム/P・ペーター/M・ヴェルナー
- 7位 アウディ・スポーツ・ジャパン・チーム・ゴウ - 荒聖治/Y・ダルマス/加藤寛規

### 2003年
- 3位 チャンピオン・レーシング- E・ピロ/J.J.レート/S・ヨハンソン
- 4位 アウディ・スポーツ・ジャパン・チーム・ゴウ - 荒聖治/J・マグネッセン/M・ヴェルナー
- リタイア アウディ・スポーツ・UK - M・サロ/F・ビエラ/P・マッカーシー

### 2004年
- 1位 アウディ・スポーツ・ジャパン・チーム・ゴウ - 荒聖治/R・カペッロ/T・クリステンセン
- 2位 アウディ・スポーツ・UK・チーム・ヴェロックス - J・ディヴィース/J・ハーバート/G・スミス
- 3位 チャンピオン・レーシング - J.J.レート/M・ヴェルナー/E・ピロ
- 5位 アウディ・スポーツ・UK・チーム・ヴェロックス - F・ピエラ/P・カッファー/A・マクニッシュ

### 2005年
- 1位 チャンピオン・レーシング - JJ・レート/M・ヴェルナー/T・クリステンセン
- 3位 チャンピオン・レーシング - F・ピエラ/E・ピロ/A・マクニッシュ
- 4位 アウディ・プレイステーション・チーム・オレカ - F・モンタニー/J・M・グーノン/S・オルテリ